# Jo Tréhard
Jo Tréhard, né à Sées le 4 février 1922 et mort à Caen le 28 décembre 1972,, est un comédien, metteur en scène et directeur de théâtre français.

## Biographie
Comédien de théâtre autodidacte, Jo Tréhard est engagé à l'automne 1945 par Édouard Colin, directeur de l'Office municipal de la jeunesse de la mairie de Caen, pour animer les veillées et jeux dramatiques, et fonde autour d'une compagnie en 1947, le centre régional d'art dramatique. Celui-ci s'installe d'abord dans un hangar, un ancien baraquement militaire surnommé Le Tonneau. En janvier 1949, la salle municipale des Beaux-Arts y est inaugurée. Elle fait office de théâtre municipal pendant 13 ans.
En mai 1954, est lancé le processus de reconstruction du théâtre détruit pendant la guerre. Jo Tréhard rédige un programme architectural (1955) et un projet de gestion (mars 1958) qui transforment le théâtre en un Théâtre-Maison de la Culture, dont le principe d'une vie permanente et polyvalente anticipe l'institution des Maisons de la Culture par André Malraux.
Jo Tréhard intègre le Théâtre-Maison de la Culture de Caen (le TMC) inauguré en 1963, et en devient le directeur. Après les événements de Mai 68, le maire Jean-Marie Louvel profite du désengagement de l'État de la Maison de la Culture pour municipaliser le théâtre et renvoyer son directeur. L'année suivante, Jo Tréhard fonde la Comédie de Caen dans une salle paroissiale, devenue centre dramatique national en 1972, qu'il dirige jusqu'à sa mort.

## Metteur en scène
- 1957 : L’Histoire du soldat d'Igor Stravinsky et Charles-Ferdinand Ramuz, Caen
- 1958 : Dieu Inquisition de Diego Fabbri, Comédie de l'Ouest
- 1960 : Le Mariage de Figaro de Beaumarchais, Comédie de Caen
- 1963 : Les Fourberies de Scapin de Molière, Théâtre-Maison de la Culture de Caen
- 1963 : Volpone de Ben Jonson, Théâtre-Maison de la Culture de Caen, Théâtre de la Ville
- 1964 : Un chapeau de paille d'Italie d'Eugène Labiche et Marc-Michel, Théâtre-Maison de la culture de Caen
- 1968 : Richard II de Shakespeare, Théâtre-Maison de la Culture de Caen
- 1970 : Le Prince travesti de Marivaux, Comédie de Caen
- 1970 : Dieu aboie-t-il ? de François Boyer, Comédie de Caen
- 1971 : Don Juan ou l'Amour de la géométrie de Max Frisch, Comédie de Caen
- 1973 : Martin Luther et Thomas Münzer ou Les Débuts de la comptabilité de Dieter Forte, Théâtre de l'Est parisien, Comédie de Caen

## Hommages
Au début des années 2000, l'espace situé devant la façade du Théâtre de Caen reçut le nom d'« esplanade Jo Tréhard ».

## Archives
Les archives Jo Tréhard ont été déposées à l’IMEC.